# VolAlto Caserta 2015-2016
Questa voce raccoglie le informazioni riguardanti il VolAlto Caserta nelle competizioni ufficiali della stagione 2015-2016.

## Stagione

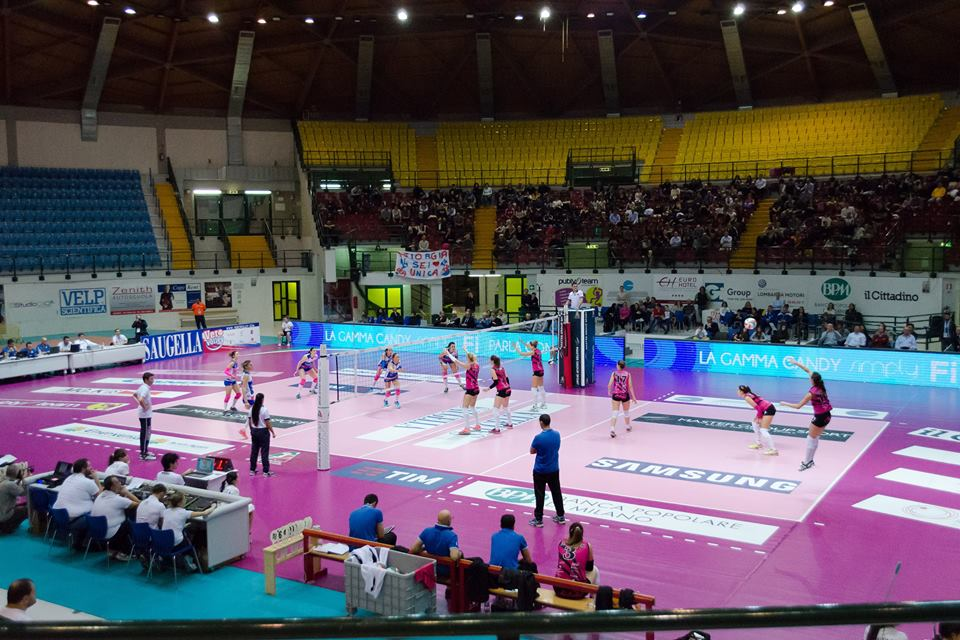
Il VolAlto Caserta durante una partita

La stagione 2015-16 è per il VolAlto Caserta, sponsorizzato da Kioto, la seconda consecutiva in Serie A2: il club campano, che nella precedente stagione era retrocesso in Serie B1, viene ripescato nella serie cadetta. La scelta del nuovo allenatore cade su Gaetano Gagliardini, mentre la rosa è in parte confermata con giocatrici come Sara De Lellis, Angela Gabbiadini, Sonja Percan, Claudia Torchia e Federica Barone; tra i nuovi acquisti quelli di Luisa Casillo, Noemi Porzio, Anastasija Harėlik e Silvia Lotti, quest'ultima arrivata a campionato in corso, mentre tra le cessioni quelle di Soraia dos Santos, Caterina Fantizini, Fabiola Facchinetti e Linda Martinuzzo.
Il campionato si apre con tre sconfitte consecutive con il primo punto conquistato alla terza giornata nella gara perso contro il Volley 2002 Forlì al tie-break: la prima vittoria arriva alla quarta giornata ai danni della Golem Volley; a questa segue un nuovo successo contro il New Volley Libertas. Dopo uno stop, la squadra di Caserta inanella tre successi consecutivi, mentre nelle ultime quattro giornate del girone di andata ottiene una sola vittoria, all'ultima giornata, chiudendo al nono posto in classifica e non qualificandosi per la Coppa Italia di Serie A2. Il girone di ritorno vede il VolAlto Caserta iniziare con il successo sulla Beng Rovigo Volley: seguono prima due sconfitte poi altri due successi; nelle ultime otto giornate di regular season la formazione campana viene fermata solo tre volte, chiudendo al settimo posto in classifica e qualificandosi per i play-off promozione. Nei quarti di finale la sfida è contro il Volley Pesaro, squadra che vince sia la gara di andata che quella di ritorno, eliminando le casertane dalla competizione.

## Organigramma societario
Area direttiva
- Presidente: Carlo Barbagallo

Area tecnica
- Allenatore: Gaetano Gagliardi
- Allenatore in seconda: Francesco Russo
- Assistente allenatore: Giancarlo Chirichella
- Scout man: Giovanni Colasanto, Antonello Sarubbi

Area sanitaria
- Medico: Luciano Napoletano
- Preparatore atletico: Vincenzo Ascione
- Fisioterapista: Carmelo Orlando

## Rosa
| N° | Nome                | Ruolo | Data di nascita   | Nazionalità sportiva |
| -- | ------------------- | ----- | ----------------- | -------------------- |
| 1  | Luisa Casillo       | C     | 7 luglio 1988     | Italia               |
| 2  | Sonja Percan        | S/O   | 8 maggio 1981     | Croazia              |
| 3  | Anastasija Harėlik  | S     | 20 marzo 1991     | Bielorussia          |
| 4  | Sonia Galazzo       | P     | 11 marzo 1997     | Italia               |
| 5  | Giovanna Aquino     | S     | 25 marzo 1998     | Italia               |
| 6  | Angela Gabbiadini   | S     | 12 maggio 1992    | Italia               |
| 7  | Paola Paioletti     | L     | 26 giugno 1991    | Italia               |
| 9  | Dalila Modestino    | C     | 4 agosto 1998     | Italia               |
| 10 | Federica Barone     | L     | 30 settembre 1990 | Italia               |
| 11 | Fabiola Facchinetti | C     | 30 aprile 1989    | Italia               |
| 12 | Irene Botarelli     | S     | 18 giugno 1996    | Italia               |
| 13 | Noemi Porzio        | S     | 8 luglio 1984     | Italia               |
| 14 | Claudia Torchia     | C     | 22 agosto 1995    | Italia               |
| 15 | Silvia Lotti        | S     | 17 giugno 1992    | Italia               |
| 17 | Sara De Lellis      | P     | 14 novembre 1986  | Italia               |

## Mercato
| Acquisti | Acquisti            | Acquisti        | Acquisti   |
| R.       | Nome                | da              | Modalità   |
| -------- | ------------------- | --------------- | ---------- |
| S        | Irene Botarelli     | San Michele     | definitivo |
| C        | Luisa Casillo       | inattiva        | definitivo |
| C        | Fabiola Facchinetti | Pro Victoria    | definitivo |
| P        | Sonia Galazzo       | Union           | definitivo |
| S        | Anastasija Harėlik  | Știința Bacău   | definitivo |
| S        | Silvia Lotti        | Savino Del Bene | definitivo |
| L        | Paola Paioletti     | ?               | definitivo |
| S        | Noemi Porzio        | Neruda          | definitivo |

| Cessioni | Cessioni          | Cessioni         | Cessioni   |
| R.       | Nome              | a                | Modalità   |
| -------- | ----------------- | ---------------- | ---------- |
| S        | Marica Armonia    | Due Principati   | definitivo |
| C        | Giada Boriassi    | Idea             | definitivo |
| S/O      | Soraia dos Santos | -                | ritirata   |
| S/O      | Caterina Fanzini  | Pavia            | definitivo |
| C        | Carmen Gagliardi  | Due Principati   | definitivo |
| C        | Linda Martinuzzo  | San Casciano     | definitivo |
| P        | Isabella Perata   | Ostia            | definitivo |
| L        | Giulia Rocchi     | Zambelli Orvieto | definitivo |

## Risultati

### Serie A2

#### Girone di andata
| 1ª giornata - 18 ottobre 2015 Palazzetto dello Sport, Rovigo            | Beng Rovigo     | 3 - 1 | VolAlto Caserta | 24-26, 25-22, 25-14, 25-19        |
| 2ª giornata - 25 ottobre 2015 Palazzetto dello Sport, Caserta           | VolAlto Caserta | 0 - 3 | Pro Victoria    | 24-26, 20-25, 17-25               |
| 3ª giornata - 1º novembre 2015 Palazzetto dello Sport, Caserta          | VolAlto Caserta | 2 - 3 | Forlì           | 25-14, 22-25, 25-22, 15-25, 7-15  |
| 4ª giornata - 8 novembre 2015 PalaSurace, Palmi                         | Golem           | 1 - 3 | VolAlto Caserta | 25-18, 15-25, 22-25, 22-25        |
| 5ª giornata - 15 novembre 2015 Palazzetto dello Sport, Caserta          | VolAlto Caserta | 3 - 0 | Libertas Aversa | 25-18, 25-18, 25-21               |
| 6ª giornata - 18 novembre 2015 PalaCampanara, Pesaro                    | Pesaro          | 3 - 1 | VolAlto Caserta | 25-22, 23-25, 25-22, 25-12        |
| 7ª giornata - 22 novembre 2015 Palazzetto dello Sport, Caserta          | VolAlto Caserta | 3 - 0 | Hermaea         | 35-33, 25-23, 25-23               |
| 8ª giornata - 29 novembre 2015 PalaRamadù, Cisterna di Latina           | Cisterna        | 0 - 3 | VolAlto Caserta | 17-25, 22-25, 26-28               |
| 9ª giornata - 6 dicembre 2015 Palazzetto dello Sport, Caserta           | VolAlto Caserta | 3 - 2 | Filottrano      | 25-18, 25-23, 25-27, 15-25, 15-6  |
| 10ª giornata - 13 dicembre 2015 Palazzetto dello Sport, Caserta         | VolAlto Caserta | 2 - 3 | Trentino Rosa   | 25-19, 19-25, 25-20, 18-25, 20-22 |
| 11ª giornata - 19 dicembre 2015 PalaMaddalene, Chieri                   | Chieri '76      | 3 - 0 | VolAlto Caserta | 25-20, 25-22, 30-28               |
| 12ª giornata - 22 dicembre 2015 Palazzetto dello Sport, Caserta         | VolAlto Caserta | 1 - 3 | Soverato        | 21-25, 15-25, 25-21, 22-25        |
| 13ª giornata - 17 gennaio 2016 Palazzetto dello Sport, Settimo Torinese | Lilliput        | 1 - 3 | VolAlto Caserta | 20-25, 25-9, 21-25, 16-25         |

#### Girone di ritorno
| 14ª giornata - 24 gennaio 2016 Palazzetto dello Sport, Caserta  | VolAlto Caserta | 3 - 1 | Beng Rovigo       | 25-22, 25-18, 20-25, 25-19        |
| 15ª giornata - 31 gennaio 2016 Palazzetto dello Sport, Monza    | Pro Victoria    | 3 - 0 | VolAlto Caserta   | 25-23, 25-21, 25-23               |
| 16ª giornata - 7 febbraio 2016 PalaRomiti, Forlì                | Forlì           | 3 - 0 | VolAlto Caserta   | 25-21, 25-19, 25-14               |
| 17ª giornata - 14 febbraio 2016 Palazzetto dello Sport, Caserta | VolAlto Caserta | 3 - 1 | Golem             | 25-19, 21-25, 28-26, 25-17        |
| 18ª giornata - 21 febbraio 2016 PalaJacazzi, Aversa             | Libertas Aversa | 1 - 3 | VolAlto Caserta   | 24-26, 23-25, 25-23, 19-25        |
| 19ª giornata - 24 febbraio 2016 Palazzetto dello Sport, Caserta | VolAlto Caserta | 2 - 3 | Robursport Pesaro | 25-16, 19-25, 26-28, 25-19, 4-15  |
| 20ª giornata - 28 febbraio 2016 Geopalace, Olbia                | Hermaea         | 1 - 3 | VolAlto Caserta   | 25-19, 16-25, 17-25, 16-25        |
| 21ª giornata - 6 marzo 2016 Palazzetto dello Sport, Caserta     | VolAlto Caserta | 3 - 1 | Cisterna          | 15-25, 25-15, 25-20, 25-18        |
| 22ª giornata - 13 marzo 2016 PalaBaldinelli, Osimo              | Filottrano      | 3 - 0 | VolAlto Caserta   | 25-23, 25-14, 25-15               |
| 23ª giornata - 26 marzo 2016 PalaSanbapolis, Trento             | Trentino Rosa   | 3 - 2 | VolAlto Caserta   | 24-26, 25-16, 25-20, 28-30, 15-4  |
| 24ª giornata - 3 aprile 2016 Palazzetto dello Sport, Caserta    | VolAlto Caserta | 3 - 1 | Chieri '76        | 25-19, 21-25, 25-17, 25-19        |
| 25ª giornata - 6 aprile 2016 PalaScoppa, Soverato               | Soverato        | 2 - 3 | VolAlto Caserta   | 21-25, 25-23, 20-25, 25-19, 11-15 |
| 26ª giornata - 10 aprile 2016 Palazzetto dello Sport, Caserta   | VolAlto Caserta | 3 - 1 | Lilliput          | 25-23, 25-20, 18-25, 25-17        |

#### Play-off promozione
| Quarti di finale (andata) - 13 aprile 2016 Palazzetto dello Sport, Caserta | VolAlto Caserta | 0 - 3 | Pesaro          | 21-25, 23-25, 13-25               |
| Quarti di finale (ritorno) - 17 aprile 2016 PalaCampanara, Pesaro          | Pesaro          | 3 - 2 | VolAlto Caserta | 25-20, 23-25, 22-25, 25-18, 15-12 |

## Statistiche

### Statistiche di squadra
| Competizione | Punti | In casa | In casa | In casa | In trasferta | In trasferta | In trasferta | Totale | Totale | Totale |
| Competizione | Punti | G       | V       | P       | G            | V            | P            | G      | V      | P      |
| ------------ | ----- | ------- | ------- | ------- | ------------ | ------------ | ------------ | ------ | ------ | ------ |
| Serie A2     | 44    | 14      | 8       | 6       | 14           | 6            | 8            | 28     | 14     | 14     |
| Totale       | -     | 14      | 8       | 6       | 14           | 6            | 8            | 28     | 14     | 14     |

G = partite giocate; V = partite vinte; P = partite perse

### Statistiche dei giocatori
| Giocatore      | Serie A2 | Serie A2 | Serie A2 | Serie A2 | Serie A2 | Totale | Totale | Totale | Totale | Totale |
| Giocatore      | P        | PT       | AV       | MV       | BV       | P      | PT     | AV     | MV     | BV     |
| -------------- | -------- | -------- | -------- | -------- | -------- | ------ | ------ | ------ | ------ | ------ |
| G. Aquino      | 0        | 0        | 0        | 0        | 0        | 0      | 0      | 0      | 0      | 0      |
| F. Barone      | 20       | -        | -        | -        | -        | 20     | -      | -      | -      | -      |
| I. Botarelli   | 15       | 4        | ?        | ?        | ?        | 15     | 4      | ?      | ?      | ?      |
| L. Casillo     | 27       | 221      | ?        | ?        | ?        | 27     | 221    | ?      | ?      | ?      |
| S. De Lellis   | 28       | 71       | ?        | ?        | ?        | 28     | 71     | ?      | ?      | ?      |
| F. Facchinetti | 28       | 204      | ?        | ?        | ?        | 28     | 204    | ?      | ?      | ?      |
| A. Gabbiadini  | 28       | 54       | ?        | ?        | ?        | 28     | 54     | ?      | ?      | ?      |
| S. Galazzo     | 14       | 10       | ?        | ?        | ?        | 14     | 10     | ?      | ?      | ?      |
| A. Harėlik     | 28       | 355      | ?        | ?        | ?        | 28     | 355    | ?      | ?      | ?      |
| S. Lotti       | 15       | 176      | ?        | ?        | ?        | 15     | 176    | ?      | ?      | ?      |
| D. Modestino   | 0        | 0        | 0        | 0        | 0        | 0      | 0      | 0      | 0      | 0      |
| P. Paioletti   | 4        | 1        | ?        | ?        | ?        | 4      | 1      | ?      | ?      | ?      |
| S. Percan      | 28       | 584      | ?        | ?        | ?        | 28     | 584    | ?      | ?      | ?      |
| N. Porzio      | 27       | 50       | ?        | ?        | ?        | 27     | 50     | ?      | ?      | ?      |
| C. Torchia     | 9        | 29       | ?        | ?        | ?        | 9      | 29     | ?      | ?      | ?      |

P = presenze; PT = punti totali; AV = attacchi vincenti; MV = muri vincenti; BV = battute vincenti